# Liste der denkmalgeschützten Objekte in Karpacz
Grundlage dieser Liste der denkmalgeschützten Objekte in Karpacz (Powiat Jeleniogórski) in der Woiwodschaft Niederschlesien sind die Listen des Narodowy Instytut Dziedzictwa (NID, deutsch Nationales Institut für Kulturerbe), siehe unter NID-Listen der Woiwodschaften unter "Wykaz zabytków nieruchomych wpisanych do rejestru zabytków" - Liste der unbeweglichen Denkmäler, eingetragen im Register der Denkmäler. 
Die folgenden Angaben ersetzen nicht die rechtsverbindliche Auskunft der Denkmalbehörde.

## Legende
- Lage: Angabe von Ort, Straßenname und Hausnummer des Kulturdenkmals. Der Link Standort führt zu verschiedenen Kartendarstellungen und nennt die Koordinaten des Kulturdenkmals.
- Objekt: Name, Bezeichnung oder die Art des Kulturdenkmals.
- Beschreibung: gibt die baulichen und geschichtlichen Einzelheiten des Kulturdenkmals an, vorzugsweise die Denkmaleigenschaften.
- NID-Nr.: Registriernummer des Kulturdenkmals entsprechend den Listen des Narodowy Instytut Dziedzictwa (NID, deutsch Nationalinstitut für Kulturerbe). Sie identifiziert das Kulturdenkmal eindeutig.
- Bild: zeigt ein Bild des Kulturdenkmals und gegebenenfalls einen Link zu weiteren Fotos des Kulturdenkmals im Medienarchiv Wikimedia Commons.

## Denkmalgeschützte Objekte der StadtKarpacz
Die denkmalgeschützten Objekte der Gemeinde Karpacz werden entsprechend der polnischen Denkmalliste aufgelistet.
| Lage                                                        | Objekt                          | Beschreibung                                                    | NID-Nr.       | Bild                       |
| ----------------------------------------------------------- | ------------------------------- | --------------------------------------------------------------- | ------------- | -------------------------- |
| Karpacz (Standort)                                          | Stadt Karpacz (Krummhübel)      | 19./20. Jahrhundert                                             | A/1367/606/J  | Stadt Karpacz (Krummhübel) |
| Karpacz, ul. Konstytucji 3-go Maja 44 (Standort)            | Pfarrkirche Mariä Heimsuchung   | Pfarrkirche Mariä Heimsuchung, 1910                             | A/1306/647/J  | weitere Bilder             |
| Karpacz, ul. Konstytucji 3-go Maja / ul. Parkowa (Standort) | Herz-Jesu-Kirche                | Herz-Jesu-Kirche, 1908                                          | A/1307/646/J  | weitere Bilder             |
| Karpacz, ul. Gimnazjalna 7 (Standort)                       | Lizeum, Pension                 | Ehem. Jagdschloss                                               | A/1356/1024/J | weitere Bilder             |
| Karpacz, ul. Kolejowa 3 (Standort)                          | Bahnhof                         | ehem. Bahnhof mit überdachten Bahnsteigen, 1925                 | A/1218        | weitere Bilder             |
| Karpacz, ul. Konstytucji 3 Maja 27 (Standort)               | Hütte                           | Schäferhütte, 17./18. Jahrhundert (existiert nicht mehr)        | 2/J           | BW                         |
| Karpacz, ul. Konstytucji 3 Maja 34 (Standort)               | Pensionshaus                    | Pensionshaus                                                    | A/157/1074/J  | weitere Bilder             |
| Karpacz, ul. Konstytucji 3 Maja 37 (Standort)               | Gerichtskretscham               | Gasthaus "Bachus", 1836, 1910–1920                              | A/1358/1186/J | weitere Bilder             |
| Karpacz, ul. Konstytucji 3 Maja 58 (Standort)               | Pensionshaus                    | Pensionshaus, 1910                                              | A/1360/1105/J | weitere Bilder             |
| Karpacz, ul. Konstytucji 3 Maja 77 (Standort)               | Pensionshaus                    | Pensionshaus, ehem. Villa Haase, 1900                           | A/6026/1-2    | BW                         |
| Karpacz, ul. Konstytucji 3 Maja 77A (Standort)              | Pensionshaus                    | Pensionshaus, 1900                                              | A/6027        | BW                         |
| Karpacz, ul. Mostowa (Standort)                             | Pensionshaus                    | Pensionshaus „Zameczek“, 1895, 1937                             | A/6022        | BW                         |
| Karpacz, ul. Karkonoska 23 (Standort)                       | Pensionshaus                    | Pensionshaus, ehem. Odrodzenia, 3. Viertel des 19. Jahrhunderts | A/1363/521/J  | weitere Bilder             |
| Karpacz, ul. Karkonoska 38 (Standort)                       | Ferienhaus-Komplex „Marysieńka“ | Haus Marysieńka 1 (ehem. Villa Brunhilde), 1910                 | ohne          | BW                         |
| Karpacz, ul. Karkonoska 40 (Standort)                       | Ferienhaus-Komplex „Marysieńka“ | Haus Marysieńka 2 (ehem. Villa Most), 1908                      | ohne          | BW                         |
| Karpacz, ul. Parkowa 6 (Standort)                           | Pensionshaus und Hotel          | Hotel „Rezydencja“, 1900–1910                                   | A/1361/1153/J | BW                         |
| Karpacz, ul. Słowackiego 1 (Standort)                       | Pension                         | Pension „Patria“, 1910                                          | A/1362/1158/J | Pension                    |
| Karpacz-Bierutowice, ul. Na Śnieżkę 8 (Standort)            | Sachgesamtheit Kirche Wang      | Kirche Wang, 1842–1845                                          | A/1365/495    | Sachgesamtheit Kirche Wang |
| Karpacz-Bierutowice, ul. Na Śnieżkę 8 (Standort)            | Kirche Wang                     | Kirche Wang, 1842–1845                                          | A/1365/495    | weitere Bilder             |
| Karpacz-Bierutowice, ul. Na Śnieżkę 8 (Standort)            | Friedhof an der Kirche Wang     | Friedhof an der Kirche Wang mit Einfriedung, 1. Hälfte 19. Jh.  | A/1364/687/J  | weitere Bilder             |
| Karpacz-Bierutowice, ul. Na Śnieżkę 16 (Standort)           | Teichbaude                      | Teichbaude am Kleinen Teich, Mitte 19. Jahrhundert, 1922        | A/1354/640/J  | weitere Bilder             |
| Karpacz-Bierutowice, ul. Na Śnieżkę 18 (Standort)           | Hampelbaude                     | Hampelbaude, 1907                                               | A/1355/641/J  | weitere Bilder             |
| Karpacz, ul. Na Śnieżkę (Standort)                          | Laurentiuskapelle               | Laurentiuskapelle auf der Schneekoppe, 17. und 19. Jh.          | A/1366/494    | weitere Bilder             |
| Karpacz, ul. Na Śnieżkę (Standort)                          | Meteorologische Station         | Meteorologische Station auf der Schneekoppe, 1968–1974          | A/6174        | weitere Bilder             |